# Mistrzostwa Panamerykańskie w Judo 1996
Mistrzostwa panamerykańskie odbywały się w dniach 16-21 października 1996 roku w San Juan. W tabeli medalowej tryumfowali judocy z Kuby.

## Klasyfikacja medalowa
Gospodarz zawodów został zaznaczony kolorem.
| Miejsce | Państwo           |    |    |    | Razem |
| ------- | ----------------- | -- | -- | -- | ----- |
| 1       | Kuba              | 10 | 3  | 2  | 15    |
| 2       | Brazylia          | 4  | 4  | 5  | 13    |
| 3       | Argentyna         | 1  | 1  | 4  | 6     |
| 4       | Kanada            | 1  | 0  | 4  | 5     |
| 5       | Stany Zjednoczone | 0  | 3  | 2  | 5     |
| 6       | Dominikana        | 0  | 2  | 5  | 7     |
| 7       | Wenezuela         | 0  | 1  | 5  | 6     |
| 8       | Kolumbia          | 0  | 1  | 1  | 2     |
| 9       | Ekwador           | 0  | 1  | 0  | 1     |
| 10      | Meksyk            | 0  | 0  | 2  | 2     |
| 11      | Panama            | 0  | 0  | 1  | 1     |
| .       | Portoryko         | 0  | 0  | 1  | 1     |
| Razem   | Razem             | 16 | 16 | 32 | 64    |

## Medaliści

### Mężczyźni
| Konkurencja: | Złoto:            | Srebro:            | Brąz:                                    |
| −56 kg       | Fúlvio Miyata     | Edgardo Caminos    | Suil Barragán Cristóbal Aburto           |
| −60 kg       | Manolo Poulot     | Alexandre García   | Ricardo Acuña Bernardo Pérez             |
| −65 kg       | Israel Hernández  | Henrique Guimarães | Orlando Cruz Claudio Repetto             |
| −71 kg       | Sebastian Pereira | Yan Omar Sagarra   | Rodrigo Lucenti Jean Pierre Cantin       |
| −78 kg       | Gabriel Arteaga   | Hermágoras Manglés | José Figueroa Flávio Canto               |
| −86 kg       | Edelmar Zanol     | Brian Olson        | José Vicbart Geraldino Yosvane Despaigne |
| −95 kg       | Aurélio Miguel    | Ángel Sánchez      | Humberto Terrero John Serbin             |
| ponad 95 kg  | Jorge Fiz Castro  | Felipe Vargas      | Orlando Baccino Luis Tejada              |

### Kobiety
| Konkurencja: | Złoto:            | Srebro:              | Brąz:                                 |
| −45 kg       | Consuelo González | Ana Lucía Barbón     | Roselys Guacarán Renata Silva         |
| −48 kg       | Amarilis Savón    | Hillary Wolf         | Dominique Pilon Fernanda Pires        |
| −52 kg       | Carolina Mariani  | Legna Verdecia       | Aurora Cardona Virnelis Boraure       |
| −56 kg       | Driulis González  | Danielle Zangrando   | Marie-Josée Morneau Ellen Wilson      |
| −61 kg       | Kenia Rodríguez   | Eleucadia Vargas     | Xiomara Griffith Cristiane Parmigiano |
| −66 kg       | Sibelis Veranes   | Dulce Piña           | Rosicléia Campos Elizabeth Copes      |
| −72 kg       | Niki Jenkins      | Sandra Atsuko Bacher | Leyén Zulueta Francis Gómez           |
| ponad 72 kg  | Daima Beltrán     | Carmen Chalá         | Kimberly Ribble Estela Riley          |